# わたしは女
『わたしは女』（-おんな）は、東海テレビ制作・フジテレビ系列で、1974年10月21日～1975年1月10日に放送された昼ドラマである。

## キャスト
- 弓恵子
- 河原崎長一郎
- 前田昌明、他

## スタッフ
- 監督:松生秀二、馬越彦弥
- 脚本:佐々木守、梅林貴久生
- 音楽:たかしまあきひこ